# Goldenes Löwenäffchen

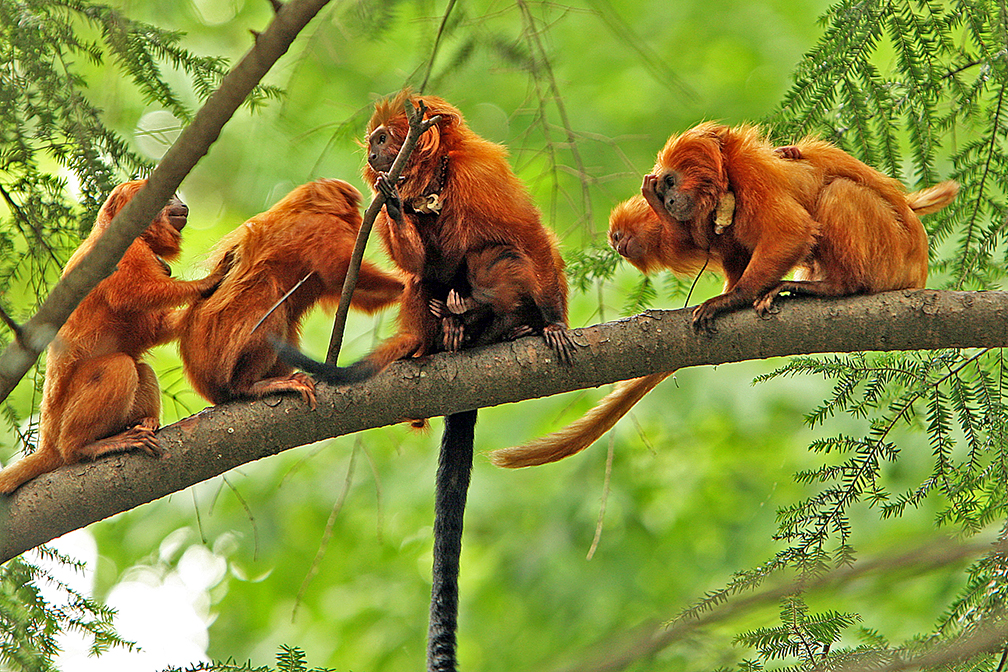
Eine Gruppe Goldener Löwenäffchen

Das Goldene Löwenäffchen (Leontopithecus rosalia), auch Goldgelbes Löwenäffchen genannt, ist eine stark bedrohte Primatenart aus der Familie der Krallenaffen (Callitrichidae).

## Merkmale
Goldene Löwenäffchen erreichen eine Kopfrumpflänge von 26 bis 33 Zentimetern, wozu noch ein 32 bis 40 Zentimeter langer Schwanz kommt. Ihr Gewicht beträgt etwa 570 bis 620 Gramm. Ihr seidiges Fell ist vorwiegend goldgelb gefärbt, die Vorderpfoten und der Schwanz können braun oder schwarz sein. Das dunkle, unbehaarte Gesicht ist von einer Mähne umgeben. Wie bei allen Krallenaffen enden die Finger und Zehen mit Ausnahme der ersten Zehe der Hinterpfoten in Krallen.

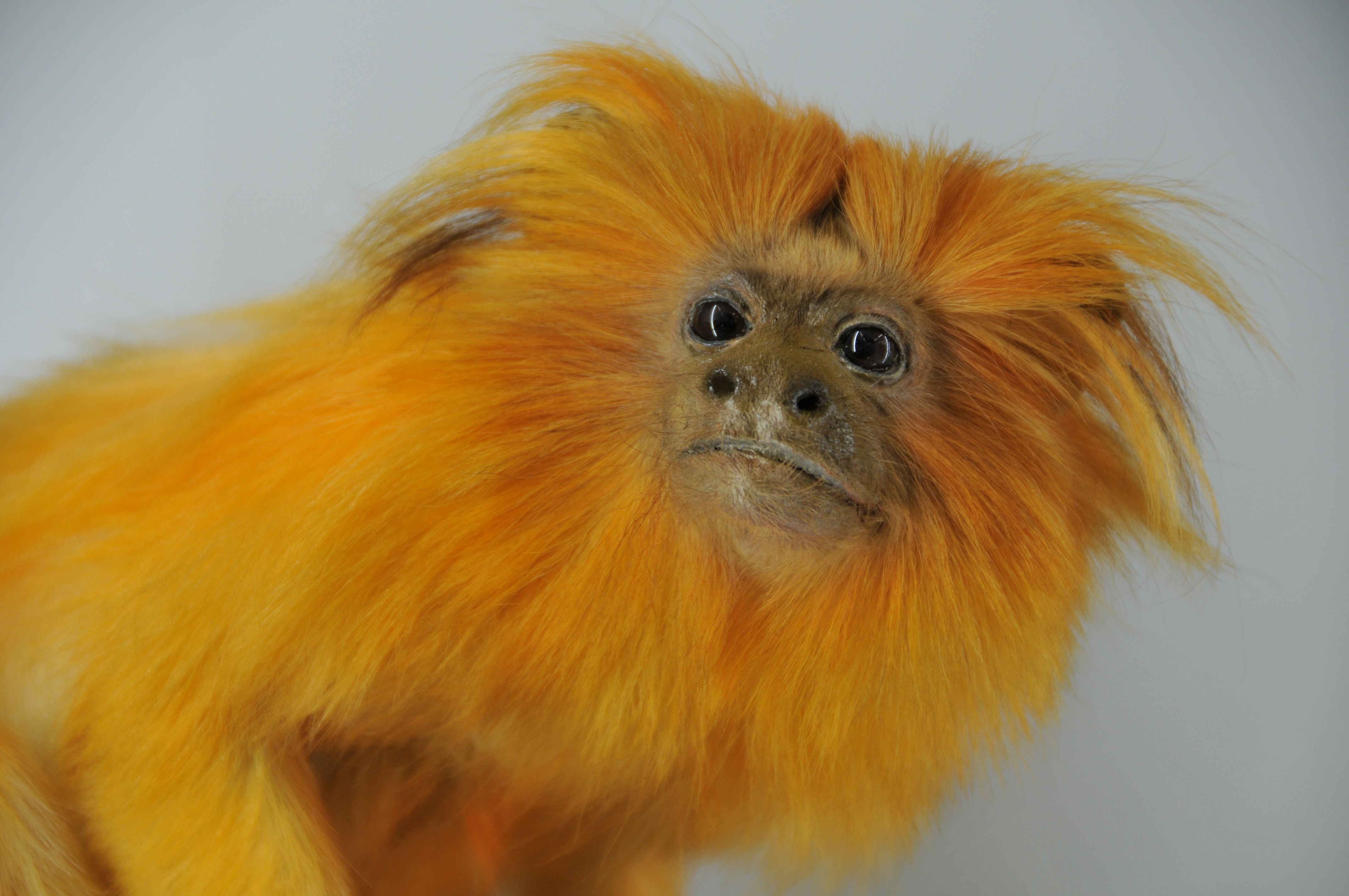
Goldenes Löwenäffchen
(Präparat, Sammlung Museum Wiesbaden)

## Verbreitung und Lebensraum
Goldene Löwenäffchen sind wie alle Löwenäffchen auf das südöstliche Brasilien beschränkt. Heute kommen sie nur mehr in einem kleinen Gebiet im Bundesstaat Rio de Janeiro vor, früher erstreckte sich ihr Verbreitungsgebiet auch auf Espírito Santo. Sie bewohnen tropische Regenwälder, meist unter 300 Metern Seehöhe.

## Lebensweise und Ernährung
Diese Primaten sind tagaktive Baumbewohner, in der Nacht schlafen sie in Baumhöhlen oder im Pflanzendickicht. Sie leben in Gruppen von zwei bis elf Tieren, es sind meist Familiengruppen, die aber mehrere Männchen und Weibchen enthalten können. Das Sozialverhalten innerhalb der Gruppe ist stark ausgeprägt, die gegenseitige Fellpflege und das Teilen der Nahrung spielen eine wichtige Rolle. Gruppen leben in festen Territorien von 30 bis 60 Hektar.
Goldene Löwenäffchen sind Allesfresser. Sie ernähren sich von Früchten, Blüten, Insekten, kleinen Wirbeltieren (beispielsweise Echsen), Nektar und Vogeleiern.

## Fortpflanzung
Innerhalb einer Gruppe pflanzt sich immer nur das ranghöchste Weibchen fort. Nach einer rund viermonatigen Tragzeit bringt das Weibchen meist Zwillinge zur Welt. Der Vater und die übrigen Gruppenmitglieder beteiligen sich intensiv an der Jungenaufzucht, sie tragen sie herum, beschäftigen sich mit ihnen und übergeben sie der Mutter nur zum Säugen.
Ab der fünften Lebenswoche werden die Jungtiere zunehmend selbstständiger, mit vier Monaten werden sie entwöhnt. Die Geschlechtsreife tritt mit 15 bis 20 Monaten ein, aufgrund der Sozialstruktur findet die erste Paarung allerdings selten vor dem 30. Lebensmonat statt. Die Lebenserwartung liegt bei etwa 14 Jahren.

## Bedrohung

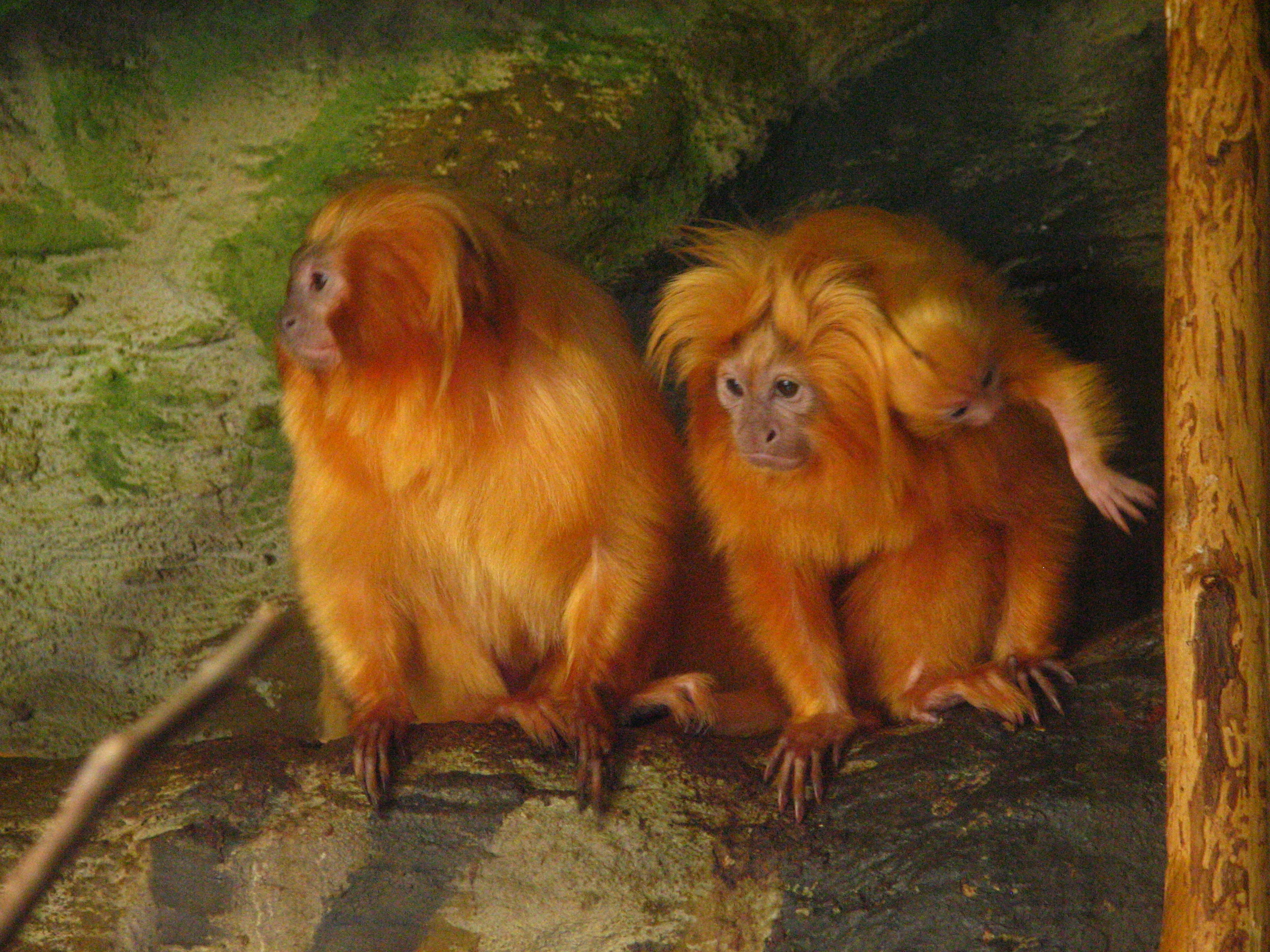
Goldene Löwenäffchen im Zoo

Wie alle vier Arten der Löwenäffchen ist das Goldgelbe Löwenäffchen in seinem Bestand bedroht, da es nur in den südostbrasilianischen Regenwäldern vorkommt, die durch Rodungen stark in Mitleidenschaft gezogen wurden. Beim Goldenen Löwenäffchen zeigen allerdings Zucht- und Wiederaussiedlungsprogramme erste Erfolge. Die Gesamtpopulation wird auf rund 1400 Tiere in freier Wildbahn geschätzt. Doch ist ihr Verbreitungsgebiet zerstückelt und durch Zersiedlung stark eingeschränkt, so dass die IUCN die Art als stark gefährdet (endangered) listet.
In den Jahren 2014 und 2015 kam es zu Diebstählen von Goldenen Löwenäffchen aus den Zoos von Amersfoort (5 Tiere), Saint-Aignan-sur-Cher (7 Tiere) und Krefeld (3 Tiere), vermutlich um sie auf dem Schwarzmarkt zu verkaufen.